# 캡
캡(cap)은 머리쓰개의 일종이다. 머리에 꼭 맞으며, 모자테가 없고 챙만 있다.
캡은 일반적으로 바이저가 있는 납작한 헤드기어이다. 캡에는 머리에 매우 밀착되는 크라운이 있다. 최초의 캡은 적어도 기원전 3200년에 처음 등장했다. 캡에는 일반적으로 바이저가 있거나 챙이 전혀 없다. 이 모자는 캐주얼하고 비공식적인 환경에서 인기가 있으며 스포츠와 패션에서 볼 수 있다. 일반적으로 따뜻함을 유지하기 위해 설계되었으며 종종 눈에서 햇빛을 차단하기 위해 바이저가 통합된 형태도 있다. 모양과 크기가 다양하고 브랜드도 다양하다. 야구 모자은 가장 일반적인 캡 유형 중 하나이다.

## 같이 보기
- 모자